# Friedrich Ernst August von Schwichow
Friedrich Ernst August von Schwichow (* 23. April 1798 in Stettin; † 10. März 1868 in Trakehnen) war Landstallmeister.

## Herkunft
Seine Eltern waren Friedrich von Schwichow (1756–1814) und dessen Ehefrau Albertine Dorotheé von Laurens, eine Tochter des Johann Albrecht von Laurens, Herr auf Faulenbenz, Alt-Damerow und Lentz. Sein Vater war Herr auf Bochowke, Alt-Damerow, Lentz und Notzkow.

## Leben
1792 kam er in das Kadettenhaus Berlin, diente in verschiedenen Kavallerie-Regimentern und schied 1841 aus dem Militärdienst aus. Ab 1841 war er Landstallmeister des damals preußischen Landgestüts Warendorf und ab 1847 des  Hauptgestüts Trakehnen. 1853 heiratete er seine Nichte. 1863 bekam er einen Schlaganfall. Im Folgejahr gab er die Leitung des Hauptgestüts an Oberstleutnant Gustav Adolph von Dassel ab. 1868 stiftete er zusammen mit Graf Wilamowitz-Moellendorff das Norddeutsche Derby, so dass es im Folgejahr erstmals ausgetragen und mit 1400 Talern für den Sieger dotiert werden konnte.
Zu seinen Ehren wurde 1938 das Vorwerk in Gurdszen umbenannt in Schwichowshof.

## Familie
Er heiratete 1853 Klara von Sommerfeld (1822–1900), eine Tochter des preußischen Hauptmanns August von Sommerfeld (1789–1825) und der Albertine (Bertha) von Schwichow (1792–1826), einer Schwester von Friedrich Ernst August. Das Paar hatte zwei Kinder, die Tochter starb früh, sein Sohn Ernst (1857–1906) wurde preußischer Major.